# Xi1 Canis Majoris
Pour les articles homonymes, voir Xi Canis Majoris.
Désignations
Xi1 Canis Majoris (ξ1 Canis Majoris / ξ1 CMa) est une étoile de quatrième magnitude de la constellation du Grand Chien. Il s'agit d'une étoile bleutée, chaude et massive, qui est une variable de type Beta Cephei. Elle présente une parallaxe annuelle de 2,36 mas mesurée par le satellite Hipparcos, ce qui permet d'en déduire qu'elle est distante d'environ ∼ 1 400 a.l. (∼ 429 pc) de la Terre. Elle s'éloigne du système solaire à une vitesse radiale héliocentrique de +27 km/s.

## Propriétés
ξ1 Canis Majoris est une étoile bleutée de type B. On lui a le plus souvent assigné une classe de luminosité III (étoile géante) ou IV (étoile sous-géante), avec des classifications comme B1III ou B0,5IV. Si l'on compare ses propriétés avec des modèles de trajectoires d'évolution, il s'avère qu'elle est en réalité une étoile sur la séquence principale, qui en est aux trois quarts de sa durée de vie sur la séquence principale ; elle est âgée d'environ 11 millions d'années.
Il s'agit d'une grande étoile environ quatorze fois plus massive que le Soleil et dont le rayon est environ huit fois plus grand que le rayon solaire. Elle est par ailleurs environ 31 000 fois plus lumineuse que l'étoile du système solaire.
ξ1 Canis Majoris est une étoile variable de type Beta Cephei dont la magnitude apparente varie entre 4,33 et 4,36 sur une période de 5,03 heures. Ses pulsations font que son rayon varie de 1,0 à 1,5 %, tandis qu'en même temps, sa température effective varie d'environ 500 K autour de sa température moyenne de 27 000 K.
L'étoile possède la rotation la plus lente connue parmi les étoiles type B, lui prenant environ 30 années pour compléter une révolution autour de son axe. On pense que cela est provoqué par un phénomène de freinage magnétique ; ξ1 Canis Majoris possède en effet le champ magnétique le plus fort connu parmi toutes les étoiles de type β Cephei et devrait donc continuer à ralentir sa rotation durant les quatre millions d'années à venir. Elle possède également la plus forte émission en rayons X des étoiles de type β Cephei.

## Compagnons
ξ1 Canis Majoris forme à l’œil nu une paire avec ξ2 Canis Majoris, localisée à moins d'un degré. Le catalogue d'étoiles doubles de Washington lui recense deux compagnons de quatorzième magnitude distants d'environ 27 secondes d'arc. De plus, un compagnon invisible lui est suspecté en raison de faibles raies d'émission présentes dans le spectre de l'étoile, qui sont mieux expliquées par la présence d'une étoile Be invisible car éblouie par l'étoile primaire plus lumineuse.